# 桠溪街道
桠溪街道，原名桠溪镇，是中华人民共和国江苏省南京市高淳区下辖的一个乡镇级行政单位。2019年1月16日撤镇设街道。

## 行政区划
桠溪街道下辖以下地区：
桠溪镇社区、桠溪村、安乐村、观圩村、赵村、观溪村、跃进村、永庆村、尚义村、荆山村、蓝溪村、桥李村、顾陇村、瑶宕村、穆家庄村、新塘村、兴旺村、胥河村、镇东村、花义村、韩桥村、镇南村和新墙村。